# P26/40
Der P26/40 (auch Carro Armato P26/40, Carro Pesante P26/40, P40 oder P75) war ein italienischer Panzer der Firma Ansaldo. Das im Zweiten Weltkrieg gebaute Fahrzeug war eine Weiterentwicklung des M13/40. Er unterschied sich vom Vorgängermodell durch eine verbesserte Bewaffnung und Panzerung. Das Fahrzeug trug eine Kanone vom Kaliber 75 mm und ein MG. Die maximale Panzerung betrug 50 mm, das Gesamtgewicht 26 Tonnen. Der P26/40 gilt als der beste italienische Panzer des Zweiten Weltkrieges.

## Entwicklung
Obwohl mit der Entwicklung des P26/40 unter der Bezeichnung „P75“ bereits im Jahr 1940 begonnen worden war, konnte ein erster Prototyp erst 1942 fertiggestellt werden. Der Grund hierfür war der Mangel an entsprechend starken Motoren. Im Gegensatz zu amerikanischen, britischen und sowjetischen Panzerherstellern dachte man in Italien nicht daran, alte Flugzeugmotoren als Panzerantrieb zu verwenden. Von den 1.200 bestellten P26/40 konnten 1943 nur fünf Vorserienmodelle in Dienst gestellt werden, die dann von deutschen Einheiten übernommen wurden. 

## Einsatz
Der P26/40 konnte es dank seiner 75-mm-Kanone mit allen mittleren Panzern der Alliierten aufnehmen, bei der Panzerung entsprach er jedoch zur Zeit seiner Einführung nicht mehr dem Stand der Technik. Auf Grund der Verzögerungen beim Bau war das italienische Militär gezwungen, seinen Standardkampfpanzer M13/40 und dessen leicht verbesserte Varianten noch 1942 gegen die M3 Lee/Grants und M4 Shermans der Alliierten einzusetzen.

## Verwendung bei der Wehrmacht
Bis 1945 baute Ansaldo noch etwa 120 Panzer dieses Typs, die unter der Bezeichnung Panzerkampfwagen P 40 (i) von der Wehrmacht eingesetzt wurden. Einige kamen bei Anzio gegen die Alliierten zum Einsatz. 79 Exemplare wurden wegen nicht verfügbarer Motoren als ortsfeste Feuereinheiten verwendet.
Der Großteil der einsatzfähigen Fahrzeuge (55 Stück) wurde der Ordnungspolizei (1944) übergeben, zum Beispiel der 15. Polizei-Panzer-Kompanie.

## Erhaltene Exemplare
- Im Museo Storico della Motorizzazione Militare (Rom, Cecchignola) befindet sich ein Exemplar.
- Ein weiteres Fahrzeug steht auf dem Außengelände der Kavallerieschule in Lecce.
- Eine auf der Basis des P26/40 gebaute Selbstfahrlafette Semovente 149/40 befindet sich im US Army Ordnance Museum (Aberdeen, Maryland).